# Molos (rodzaj ssaków)
Molos (Molossus) – rodzaj ssaków z podrodziny molosów (Molossinae) w obrębie rodziny molosowatych (Molossidae).

## Rozmieszczenie geograficzne
Do rodzaju należą gatunki obejmujące zasięgiem występowania obszar od Meksyku do północnej Argentyny. Cztery gatunki zamieszkują rozliczne wyspy regionu Karaibów, takie jak np. Portoryko lub Trynidad.

## Morfologia
Długość ciała (bez ogona) 52–107 mm, długość ogona 28–57 mm, długość ucha 10–19 mm, długość tylnej stopy 7–16 mm, długość przedramienia 33–55 mm; masa ciała 7–45 g.

## Systematyka
Rodzaj zdefiniował w 1805 roku francuski przyrodnik Étienne Geoffroy Saint-Hilaire w artykule zatytułowanym Niektóre amerykańskie nietoperze tworzą małą rodzinę pod nazwą molosów, opublikowanym w czasopiśmie „Annales du Muséum National d’Histoire Naturelle”. Gatunkiem typowym jest (absolutna tautonimia) molos aksamitny (M. molossus).

### Etymologia
- Molossus (Nolossus, Mollossus, Mollosus, Molosus): gr. Μολοσσος Molossos ‘Molosy’; κύων Μολοσσος cuōn Molossos – rasa psów pasterskich wykorzystywanych do obrony stad przed wilkami[14].
- Dysopes (Dysopus, Disopes): gr. δυσωπεω dysōpeō ‘mieć jedno zmienne oblicze’[15]. Gatunek typowy (oznaczenie monotypowe): Vespertilio molossus J.F. Gmelin, 1788 (= Vespertilio molossus Pallas, 1766).

### Podział systematyczny
Do rodzaju należą następujące gatunki:
| Grafika | Gatunek                  | Autor i rok opisu                                                | Nazwa zwyczajowa  | Podgatunki         | Rozmieszczenie geograficzne | Podstawowe wymiary                                        | Status IUCN |
| ------- | ------------------------ | ---------------------------------------------------------------- | ----------------- | ------------------ | --- | --------------------------------------------------------- | ----------- |
|         | Molossus fentoni         | Loureiro, B.K. Lim & Engstrom, 2018                              |                   | gatunek monotypowy | znany tylko z kilku obszarów w północno-wschodnim Ekwadorze i Gujanie; zasięg niepewny                                                                            | DC: 5,5–6,2 cm DO: 3–3,7 cm DP: 3,4–3,6 cm MC: 7–14 g     | NE          |
|         | Molossus alvarezi        | González-Ruiz, Ramírez-Pulido & Arroyo-Cabrales, 2011            | molos jukatański  | gatunek monotypowy | Meksyk (półwysep Jukatan), Belize i Gwatemala do Kostaryki, przybrzeżna Wenezuela, Trynidad i Tobago (Tobago), region Gujana i południowo-wschodnie Peru          | DC: 6,5–8,8 cm DO: 4,1–4,8 cm DP: 4,3–4,7 cm MC: 20–30 g  | DD          |
|         | Molossus verrilli        | J.A. Allen, 1908                                                 |                   | gatunek monotypowy | Haiti (włącznie z wyspą Gonâve) i Dominikana | DC: 5,5–8 cm DO: 3–4,6 cm DP: 3,7–4,1 cm MC: 13–20 g      | NE          |
|         | Molossus tropidorhynchus | J.E. Gray, 1839                                                  |                   | gatunek monotypowy | Kuba (włącznie z wyspą Isla de la Juventud), Kajmany (Wielki Kajman i Cayman Brac) oraz Jamajka                                                                   | DC: 5,5–7,1 cm DO: 3,2–4,2 cm DP: 3,7–4 cm MC: 13–19 g    | NE          |
|         | Molossus molossus        | (Pallas, 1766)                                                   | molos aksamitny   | gatunek monotypowy | od północno-wschodniego Meksyku (Coahuila) na południe do Argentyny i Urugwaju, również południowo-wschodnie Stany Zjednoczone (Floryda), Portoryko i Małe Antyle | DC: 5,4–8 cm DO: 3–4,6 cm DP: 3,6–4,3 cm MC: 9–17 g       | LC          |
|         | Molossus paranaensis     | Caraballo, Pavé, Argoitia, Schierloh & Chambi Velasque, 2024     |                   | gatunek monotypowy | endemit Argentyny: Buenos Aires, Corrientes, Entre Ríos i Santa Fe                                                                                                | DC: 6–8,2 cm DO: 3–4,1 cm DP: 3,9–4,3 cm MC: 17,3–23,5 g  | NE          |
|         | Molossus coibensis       | J.A. Allen, 1904                                                 | molos leśny       | gatunek monotypowy | rozproszony od południowego Meksyku (Chiapas) na południe do północno-wschodniego Ekwadoru, środkowego Peru oraz wschodniej i południowej Brazylii                | DC: 5,2–7,8 cm DO: 2,8–4 cm DP: 3,3–3,7 cm MC: 10–18 g    | LC          |
|         | Molossus melini          | Montani, H. Tomasco, Barberis, Romano, Barquez & M.M. Díaz, 2021 |                   | gatunek monotypowy | endemit Argentyny: znany tylko z miejsca typowego w pobliżu Melincué w Santa Fe                                                                                   | DC: 7,3–7,6 cm DO: 4,2–4,8 cm DP: 4,1–4,4 cm MC: 20–23 g  | NE          |
|         | Molossus aztecus         | Saussure, 1860                                                   | molos aztecki     | gatunek monotypowy | rozproszony w Meksyku (włącznie z wyspą Cozumel), Gwatemali, Hondurasie, Nikaragui, Wenezueli i Brazylii                                                          | DC: 5,4–8,9 cm DO: 3,1–4,1 cm DP: 3,5–4,2 cm MC: 12–23 g  | LC          |
|         | Molossus rufus           | É. Geoffroy Saint-Hilaire, 1805                                  | molos czarny      | gatunek monotypowy | Ameryka Południowa na południe do środkowej Brazylii i Boliwii oraz Trynidad i Tobago (Trynidad)                                                                  | brak danych                                               | LC          |
|         | Molossus currentium      | O. Thomas, 1901                                                  | molos tajemniczy  | gatunek monotypowy | środkowo-zachodnia Brazylia, północny Paragwaj, północno-wschodnia Argentyna i Urugwaj; być może wschodnia Boliwia                                                | DC: 6,5–7,5 cm DO: 3,4–4,4 cm DP: 3,8–4,4 cm MC: 13–22 g  | LC          |
|         | Molossus bondae          | J.A. Allen, 1904                                                 |                   | gatunek monotypowy | Ameryka Środkowa i północna Ameryka Południowa od Hondurasu do Kolumbii, północno-wschodniej Wenezueli i północnego Ekwadoru                                      | DC: 6,5–8 cm DO: 3,5–4,2 cm DP: 3,8–4,3 cm MC: 10–21 g    | LC          |
|         | Molossus nigricans       | G.S. Miller, 1902                                                |                   | gatunek monotypowy | Ameryka Środkowa od wschodniego i południowego Meksyku do Panamy                                                                                                  | DC: 8,1–10,4 cm DO: 3,7–5,7 cm DP: 4,7–5,4 cm MC: 21–45 g | NE          |
|         | Molossus pretiosus       | G.S. Miller, 1902                                                | molos zaroślowy   | gatunek monotypowy | południowy Meksyk (Guerrero i Oaxaca), wschodni Honduras, Nikaragua, Kostaryka, Kolumbia, Trynidad i Tobago (Trynidad), Gujana, Curaçao i wschodnia Brazylia      | DC: 7,2–8 cm DO: 3,9–4,4 cm DP: 4,4–5,1 cm MC: 20–28 g    | LC          |
|         | Molossus fluminensis     | Lataste, 1891                                                    |                   | gatunek monotypowy | południowo-wschodnia Brazylia, południowa Boliwia, Paragwaj i północna Argentyna                                                                                  | brak danych                                               | NE          |
|         | Molossus sinaloae        | J.A. Allen, 1906                                                 | molos sinaloański | gatunek monotypowy | Meksyk (północna Sinaloa, Nayarit, Jalisco, Colima, Michoacán, Guerrero, Morelos, Puebla i Chiapas)                                                               | DC: 7–8,5 cm DO: 4–5,2 cm DP: 4,5–4,9 cm MC: 14–28 g      | LC          |

Kategorie IUCN:  LC  – gatunek najmniejszej troski,  DD  – gatunki o nieokreślonym stopniu zagrożenia;  NE  – gatunki niepoddane jeszcze ocenie.